# Te quiero amor
Te quiero amor foi uma telenovela boliviana transmitida e produzida pela Red UNO entre 21 de junho de 2021 a 31 de dezembro de 2021 em 140 capítulos, seu horário de exibição era entre 18h30 a 19h30. A ideia original é dirigida por Alejandro Pinedo, quem já produziu Con el coração na ATB.
Está disponível no canal Ale Pinedo Tv de Alejandro Pinedo no youtube e no site do canal.

## Sinopse
Alejandro é um jovem exitoso concentrado em seu trabalho que passa por um bom momento em sua carreira, fruto de anos de esforço. Tem uma filha pequena com Luzia, seu casal, mas devido a seu trabalho dedica-lhe a cada vez menos tempo a sua família, o que provoca que sua relação se desgaste e ele comece a frequentar a outras mulheres. Apesar de que Luzia suspeita desta situação, continua o amando. Alejandro é despedido e sua situação econômica vai em descenso; no entanto, seu casal continua tentando que ele mude, mas ele se nega a corrigir seu caminho, pelo que ela toma a decisão de se afastar.
Alejandro, completamente confundido e fracassado, toca fundo e dá-se conta de que deve mudar. Começa a valorizar o que perdeu, mas ao tentar voltar com Luzia ela se mostra desinteressada. Rodrigo, um jovem empresário, apaixona-se dela e tenta a conquistar. Mas Alejandro não se rende e lutará até recuperar a sua família.

## Elenco
| Atriz/Ator            | Personagem                |
| --------------------- | ------------------------- |
| Alejandro Pinedo      | Ale Pinedo                |
| María José Terrazas   | Lucía Suarez Menacho      |
| Jhonny Herrera        | Javier Canaviri           |
| Wendy Zambrana        | Natalia Naty Gutierrez    |
| Fernanda Herrera      | Luciana Pinedo Barrientos |
| Sabrina Hartmann      | Tania Barrientos          |
| Dora Quispe           | Eusebia                   |
| Jaime Bravo           | Sergio Alcázar            |
| Camila Franco         | Sofia Avila               |
| Ivan Fernando Herrera | Don Genaro Maláfe         |
| Anavela Gutiérrez     | Lourdes Menacho           |
| Camila Bedregal       | Valentina Megaleio        |
| Debora Rodriguez      |                           |
| Israel Segaline       |                           |
| Madelaine Lugo        | Andrea Mercado            |
| Juana Chauca          | Beningna                  |
| Juan Carlos Escobar   | Ivan Maláfe               |

## Repercussão
Já se vê uma grande multidão de jovens, que fazem fila muito cedo, esperando ter a oportunidade de fazer parte do elenco.

abril de 2021
Antes da estreia da telenovela, houve uma grande movimentação nos estúdios da Red UNO, várias jovens foram fazer teste para entrar para o elenco.
Após o fim da telenovela, em fevereiro de 2022, o produtor e também ator da telenovela Alejandro Pinedo, fez uma participação no vídeo clip da música tema de abertura da telenovela, o vídeo clip foi gravado na cidade de Cochabamba, Bolívia.

"Te Quiero Amor" é uma telenovela exitosa dentro da RED UNO, chegando a 30 milhões de visualizações, hoje estamos gravando este vídeo clip com Chila Jantun para que todo o público possa reviver esta telenovela nas redes sociais...

Alejandro Pinedo, 12 de fevereiro de 2022.
Em julho de 2021, um blog crítico postou uma nota sobre a repercussão da telenovela.
Em geral, a telenovela terminou como um grande sucesso na Bolívia e na Red UNO na qual terminou com 30 milhões de visualizações.
Ainda também em fevereiro de 2022, Alejandro Pinedo fez uma enquete através do seu canal do youtube "Ale Pinedo Tv", onde perguntava se o público queria uma segunda temporada de Te Quiero Amor ou uma nova novela, a enquete teve 3,2 mil votos, e os resultados foram: 77% quer uma segunda temporada de Te Quiero Amor e 23% quer uma nova novela.

## Episódios
| Temporada | Temporada | Episódios | Faixa de episódios | Transmissão original | Transmissão original   | Transmissão original  | Ambientação (ano) | Emissora original |
| Temporada | Temporada | Episódios | Faixa de episódios | Início               | Final                  | Cronograma            | Ambientação (ano) | Emissora original |
| --------- | --------- | --------- | ------------------ | -------------------- | ---------------------- | --------------------- | ----------------- | ----------------- |
|           | 1         | 140       | 1 - 140            | 21 de junho de 2021  | 31 de dezembro de 2021 | Segunda - Sexta 18h30 | 2021              | Red UNO           |

Em seu canal do youtube, Alejandro Pinedo comentou que a telenovela teve mais de 6,300 minutos e mais de 2,000 cenas.

## Classificação indicativa
Bolívia
B - orientação parental
 Estados Unidos
TV-PG - "(Classificação destinada com a orientação parental)", essa classificação significa que o programa pode não ser adequado para crianças menores sem a orientação dos pais.